# Mairie d'Aubervilliers (metropolitana di Parigi)
Mairie d'Aubervilliers è una stazione della linea 12, e in futuro anche della 15, della metropolitana di Parigi.

## La stazione
La stazione è stata aperta il 31 maggio 2022. La stazione fa da capolinea settentrionale per la linea 12.